# Reagan (2024)
Reagan ist eine Filmbiografie des Regisseurs Sean McNamara über den US-Präsidenten Ronald Reagan. Der Film wurde Ende August 2024 veröffentlicht.
Die Filmbiografie basiert auf dem vom US-amerikanischen Politologen Paul Kengor verfassten Buch The Crusader: Ronald Reagan and the Fall of Communism.

## Produktion und Veröffentlichung

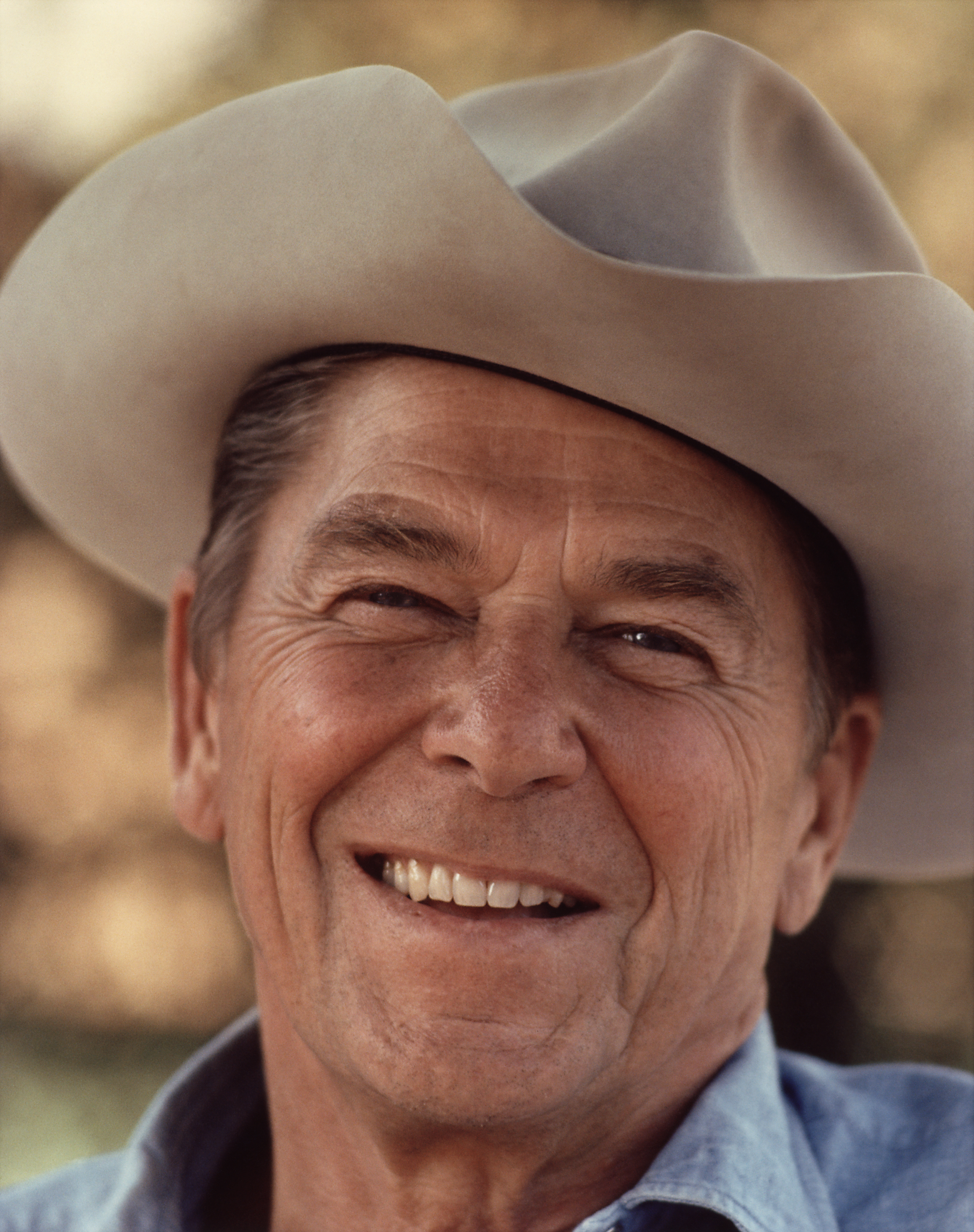
Das Werbeplakat des Films stellt dieses bekannte Foto von Reagan, das auf der Rancho del Cielo entstand, nach.

Bereits 2010 war über das Filmvorhaben berichtet worden; u. a. dass der Film 2011 veröffentlicht werden soll. Im Jahr 2016 hieß es, dass sich das Produktionsbudget auf 25 Millionen US-Dollar beläuft und dass Regisseur Sean McNamara während der ersten Amtseinführung von Ronald Reagan im Jahr 1981 als Toningenieur fungierte.
Die Dreharbeiten begannen erst vier Jahre später, im September 2020. Wegen der Infektion einiger Crewmitglieder mit SARS-CoV-2 während der COVID-19-Pandemie (in den Vereinigten Staaten) mussten die Dreharbeiten im Oktober 2020 unterbrochen werden. Im November 2020 wurden die Dreharbeiten fortgesetzt.
Gedreht wurde unter anderem in Guthrie (Oklahoma).
Nach dem Ende der Dreharbeiten sollte die Biografie im Jahr 2021 veröffentlicht werden. Ein Jahr später war die Veröffentlichung für 2023 angedacht. Im März 2024 wurde schließlich bekanntgegeben, dass der Film am 30. August 2024 seinen Kinostart in den USA haben soll.
Die deutsche Synchronisation entstand nach einem Dialogbuch von Sabine Winterfeldt und der Dialogregie von Marcus Just im Auftrag der Deluxe Media GmbH in Hamburg. Martin Umbach leiht in der deutschen Fassung Quaid in der Rolle von Präsident Ronald Reagan seine Stimme.

## Auszeichnungen
Goldene Himbeere 2025
- Auszeichnung als Schlechtester Nebendarsteller (Jon Voight, auch für Megalopolis, Shadow Land & Strangers)
- Nominierung als Schlechtester Film
- Nominierung für das Schlechteste Drehbuch (Howard Klausner & Jonas McCord)
- Nominierung als Schlechtester Schauspieler (Dennis Quaid)
- Nominierung als Schlechteste Nebendarstellerin (Lesley-Anne Down)
- Nominierung als Schlechteste Filmpaarung (Dennis Quaid & Penelope Ann Miller)